# Клинчко (Вирџинија)
Клинчко (енгл. Clinchco) град је у америчкој савезној држави Вирџинија. По попису становништва из 2010. у њему је живело 337 становника.

## Демографија
Према попису становништва из 2010. у граду је живело 337 становника, што је 87 (20,5%) становника мање него 2000. године.
| Група             | 2000.       | 2010.       |
| Белци             | 378 (89,2%) | 316 (93,8%) |
| Афроамериканци    | 38 (9,0%)   | 16 (4,7%)   |
| Азијати           | 0 (0,0%)    | 0 (0,0%)    |
| Хиспаноамериканци | 6 (1,4%)    | 2 (0,6%)    |
| Укупно            | 424         | 337         |